# Женева-Серветт
Хокке́йный клуб «Жене́ва-Серве́тт» (фр. Genève-Servette Hockey Club) — профессиональный хоккейный клуб, представляющий швейцарский город Женеву. Выступает в Швейцарской национальной лиге. Домашняя арена — Патинуар де Вернет — вмещает 7 202 зрителей.

## История
Клуб был основан в 1905 году под названием ХК «Женева». В 1954 году клуб сыграл свой первый матч на искусственном льду (до этого «Женеве» приходилось принимать своих оппонентов в других городах). В 1956 году «Женева» впервые вышла во второй дивизион Швейцарии, а уже в 1958 году была открыта нынешняя ледовая арена клуба «Патинуар де Вернет». Годом позже на новой арене был установлен до сих пор не побитый рекорд посещаемости — 11 820 человек. В 1963 году клуб принял нынешнее название после слияния «Женевы» с «Серветтом». На следующий год команда впервые заслужила право играть в Швейцарской национальной лиге. Однако, к 1980 году клуб оказался в третьем дивизионе швейцарского хоккея, хотя за это время он успел пять раз выиграть серебряные медали чемпионата. Вернуться назад «Женеве-Серветт» удалось лишь в 2001 году, после чего клуб дважды стал серебряным призёром чемпионата Швейцарии.

## Достижения
- Чемпион Швейцарии: 2023.
- Серебряный призёр Чемпионата Швейцарии (9): 1917, 1920, 1966, 1967, 1968, 1969, 1971, 2008, 2010.
- Обладатель Кубка Швейцарии (2): 1959, 1972.
- Обладатель Кубка Шпенглера (2): 2013, 2014.
- Победитель Хоккейной Лиги чемпионов: 2024.

## Легенды клуба
- Фриц Неф
- Даниэль Клер
- Эрик Конн
- Жан-Франсуа Регали
- Игорь Федулов
- Тодд Ричардс
- Филипп Бозон
- Олег Петров
- Бретт Хауэр
- Андреас Юханссон
- Михал Грошек
- Брайан Потье
- Горан Безина
- Юрай Колник
- Мэттью Ломбарди
- Кевин Роми
- Юхан Франссон